# Gautier III de Vexin
Pour les articles homonymes, voir Gautier III.
Gautier III, mort en 1063, fut comte de Vexin et d'Amiens de 1035 à 1063 et comte du Maine de 1062 à 1063. Il était fils de Dreux, comte de Vexin et d'Amiens, et de Godjifu.

## Biographie
Il apparaît en 1030 comme témoin d'une donation que fit son père à l'abbaye de Jumièges, et lui succède en 1035. Il continua la politique de ses pères, en bonne relation avec les capétiens de France et les ducs de Normandie, mais la rupture de leur relation en 1052 remit en cause cette politique. Il tente d'abord la neutralité entre les deux, mais finit par rejoindre le camp du roi Henri Ier de France en 1057.
Il avait épousé Biota du Maine († 1063), fille d'Herbert Ier Éveille-Chien, comte du Maine, mais n'a pas eu d'enfant.
Son neveu Herbert II, comte du Maine, mourut en mars 1062, en léguant le Maine à Guillaume le Conquérant, duc de Normandie, mais les seigneurs du Maine, le refusent, se révoltent et choisissent comme comte Gautier, avec le soutien du comte d'Anjou Geoffroy III le Barbu. Guillaume le Conquérant entreprit la conquête du comté de Maine, prenant les forteresses une par une et finalement s'empara du Mans et captura Gautier et Biota. Ceux-ci furent détenus à Falaise et moururent dans des circonstances mal élucidées.
Sa mort arrangea Guillaume le Conquérant sur deux plans. Tout d'abord il avait écarté le comte du Maine, et d'autre part Gautier était le dernier enfant survivant de Godjifu : il aurait pu prétendre au trône d'Angleterre à la mort d'Édouard le Confesseur trois ans plus tard. 
Ce fut son cousin Raoul IV, comte de Valois, qui hérita des comtés de Vexin et d'Amiens, à l'exception des villes de Pontoise et de Chaumont-en-Vexin, dont s'était emparé le roi de France.

## Sources
- (fr) Pierre Bauduin, La Première Normandie (Xe – XIe siècles), Caen, Presses Universitaires de Caen, 2004, 474 p. [détail des éditions] (ISBN 2-84133-145-8).